# Jean-Baptiste Joseph Debay
Jean-Baptiste Joseph Debay, llamado Jean Debay el Joven (Debay the younger) o Debay hijo (Debay fils) (1802-1862), es un escultor francés.

## Biografía
Su padre Jean Baptiste Debay (1779-1863) fue también escultor y fue en su taller donde se inició Debay hijo.
Alumno de la Escuela Superior de Bellas Artes de París, desde 1824 a 1829. En ese año gana el Premio de Roma con la obra titulada:  Hyacinthe renversé et tué par le palet d'Apollon (Jacinto derribado y matado por Apolo)
Pensionado en Roma de 1830 a 1834.

## Obras
- Escultura
  - Venganza de Olympias, 1824 en la école de Beaux-Arts
  - Despedida de Brutus y Porcia 1825 en la école de Beaux-Arts
  - Jacinto derribado y matado por Apolo, 1829 en la école de Beaux-Arts
  - Genio de la caza, escayola realizada en Roma y presentada en el salón de 1838, bronce, museo del Louvre
  - Santa Genoveva, iglesia de la Madeleine, 1842.
  - San Denís, iglesia de la Madeleine, 1842.
  - Las aguas de Nantes, figura sedente en piedra representando al río Loira. En el museo del castillo de los duques de Bretaña.
  - Pierre Cambronne estatua, bronce, hacia 1848.
  -  Nicolas-Bernard, general-barón Guiot de Lacour, general de división (1771-1809), busto en escayola se encuentra en la Galería de las Batallas del Palacio de Versalles
  - Ana de Bretaña, mármol, de la serie Reinas de Francia y mujeres ilustres del jardín de Luxemburgo.
  - Mignard. Figura en piedra del pintor Pierre Mignard, hacia 1853. Duodécima estatue del Pabellón Colbert en el Pabellón Sully, cour Napoléon, palacio del Louvre.
  - Fontaine des Mers. Plaza de la concordia (existe una reproducción en Las Vegas)
  - Retrato de Montesquieu, busto en mármol, museo de Périgord  (enlace roto disponible en Internet Archive; véase el historial, la primera versión y la última).
- De su padre son:
  - Argos y Mercurio, dos figuras de bronce en el museo de Bellas Artes de Nantes.
  - Mercure s'emparant de son épée pour trancher la tête d'Argus (Mercurio se apodera de su espada para degollar a Argos) (entre 1822-1824) Mármol, en el Cour Puget, ala Richelieu del Museo del Louvre
  - Venus Victrix, dibujo de la Venus de Milo antes de perder el brazo izquierdo, 1820.